# Bootsschuppen der DGzRS
Der Bootsschuppen der DGzRS (Deutsche Gesellschaft zur Rettung Schiffbrüchiger) in Bremerhaven-Mitte, Am Alten Vorhafen, stammt von 1917.
Das Gebäude steht seit 2002 unter bremischem Denkmalschutz.

## Geschichte
Das eingeschossige verklinkerte Gebäude wurde 1917 für die Deutsche Gesellschaft zur Rettung Schiffbrüchiger gebaut und 1947 umgebaut. Der Schuppen war zur Aufnahme von Ruderrettungsbooten bestimmt. 1933 wurden in Bremerhaven erstmals motorgetriebene Rettungsboote stationiert und 1953 ein Seenotrettungskreuzer als Bremen III.
Das Landesamt für Denkmalpflege Bremen befand: „Der […] ehem. Bootsschuppen ist ein wichtiger Sachzeuge der Geschichte des deutschen Seenotrettungswesens.“
Die Gesellschaft wurde auf Initiative des Bremer Vereins 1865 in Kiel gegründet und hat ihren Sitz in Bremen.